# Phaea saperda
Phaea saperda är en skalbaggsart som beskrevs av Newman 1840. Phaea saperda ingår i släktet Phaea och familjen långhorningar.
Artens utbredningsområde är:
- Belize.
- Guatemala.
- Honduras.

Inga underarter finns listade i Catalogue of Life.